# U-Bahn-Station Aspern Nord
Aspern Nord is een metrostation in het district Donaustadt van de Oostenrijkse hoofdstad Wenen. Het station werd geopend op 5 oktober 2013 en wordt bediend door lijn U2.

## Geschiedenis
De bouw van het station begon in het voorjaar van 2011 als onderdeel van de vierde bouwfase van de Weense metro. De verlenging van de U2, waaronder station Aspern Nord, Aspernstraße naar Seestadt Aspern werd op 5 oktober 2013 voor reizigersverkeer geopend. De ÖBB bouwde aan de Marchegger Ostbahn (Wenen – Bratislava) een nieuw station ter vervanging van hun halte bij Hausfeldstraße dat op 1 oktober 2018 werd geopend en sinds december 2018 het oostelijke eindpunt van de S80 is. 

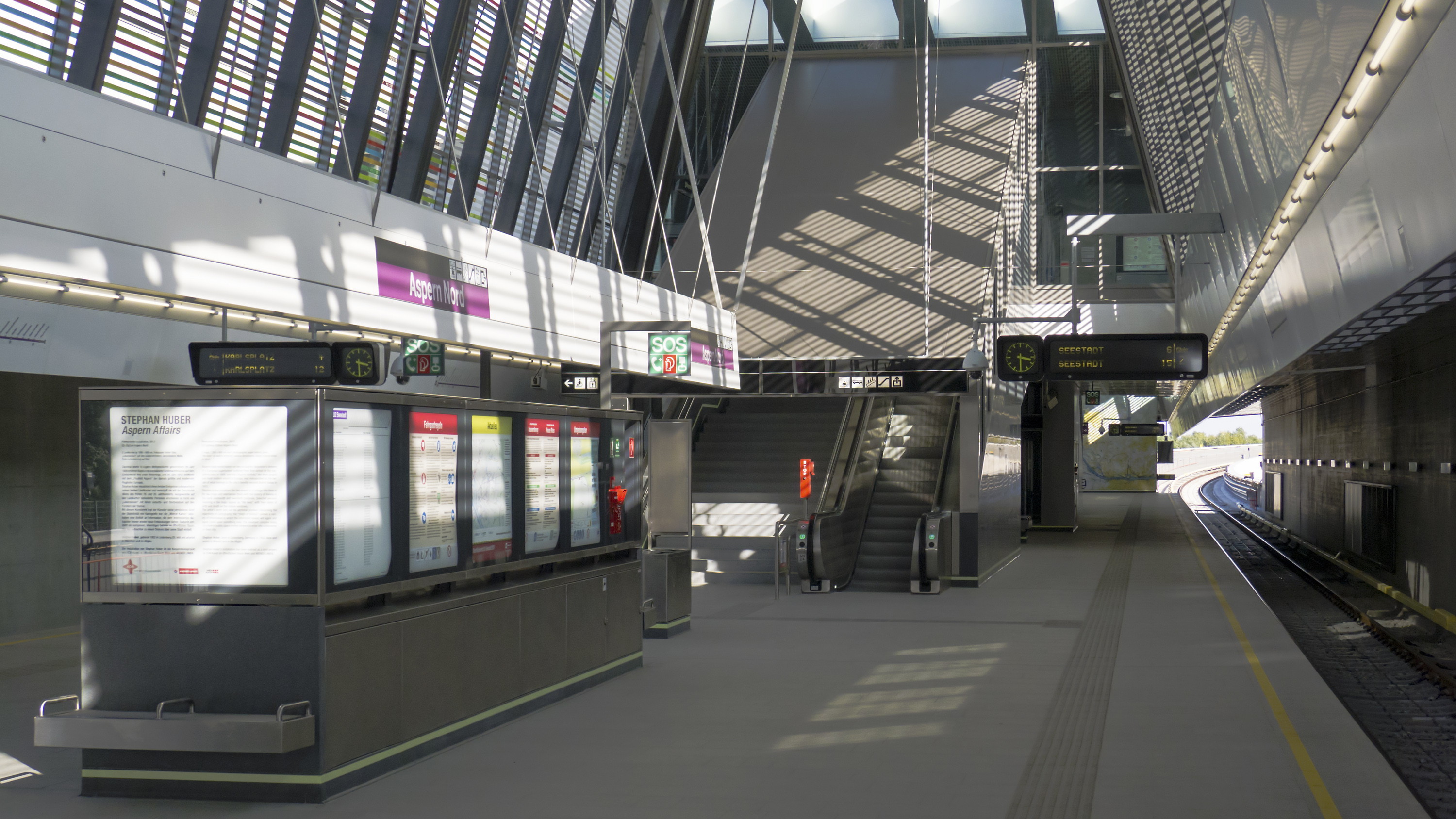
Het metroperron.
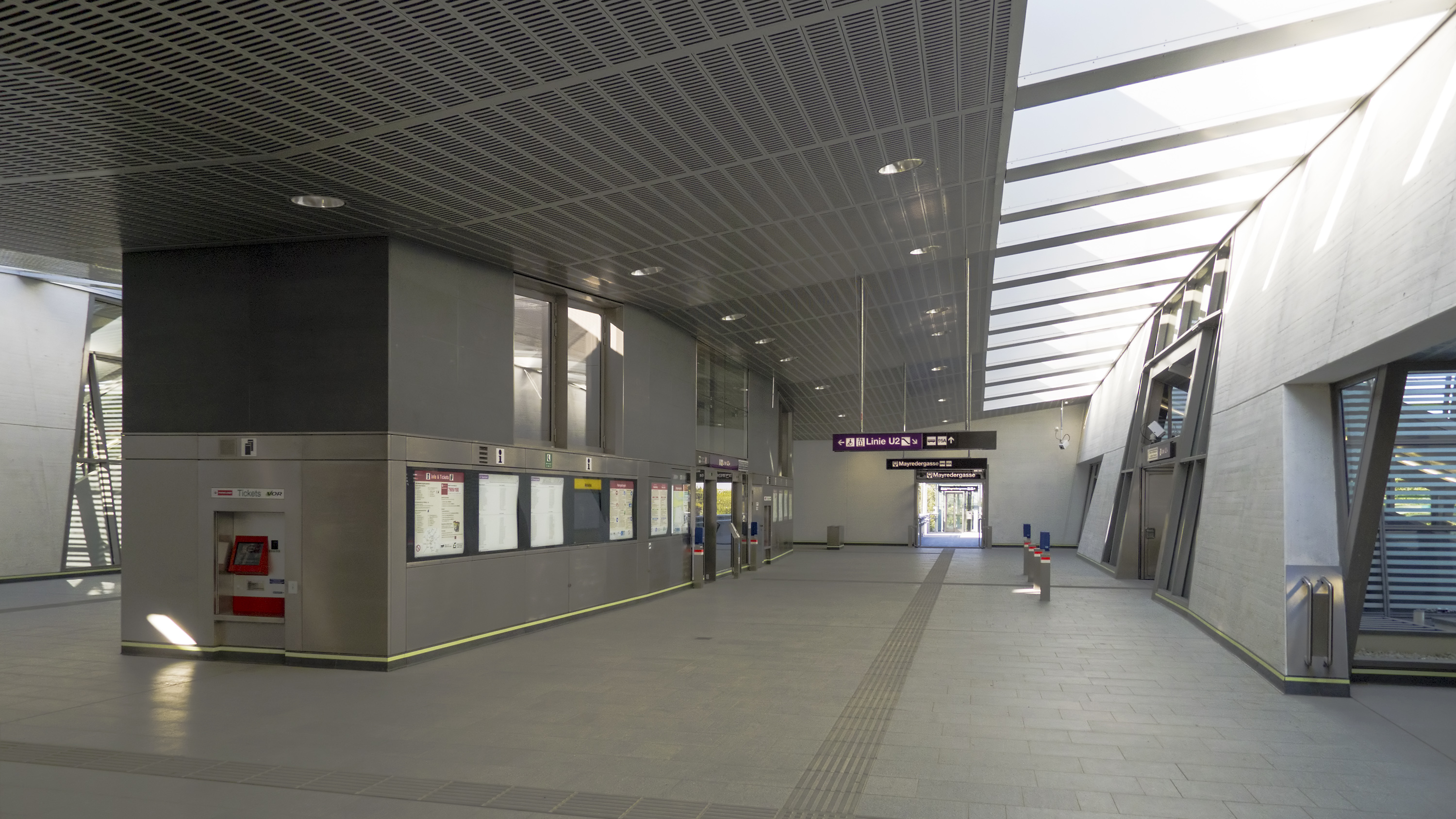
De stationshal van Wiener Linien.

## Ligging en inrichting
Het metrostation ligt langs de zuidrand van de Marchegger Ostbahn en heeft net als het spoorwegstation een stationshal op niveau +1 en een eilandperron op de begane grond. De stationshal is aan de noordkant verbonden met een overkapte brug boven het perron van de spoorlijn. De stationshal sluit bij de doorgang naar de spoorlijn aan op een loopbrug naar de Mayrederbrücke aan de westkant van het station. De hoofdingang ligt aan de zuidkant aan het Nelson Mandelaplein in het nog onbebouwde deel van Seestadt. Hier ligt een busstation en is een P&R-terrein in aanleg dat de automobilisten van het wegdeel Flugfeld Aspern van de  Wiener Außenring Schnellstraße (S1) in het OV moet krijgen. De ingang aan de noordkant van de spoorlijn kent een bushalte en ligt vlak bij het dorp Neubreitenlee.

## Aspern Affairs
Aspern schreef tweemaal wereldgeschiedenis, in 1809 versloeg aartshertog Karl hier Napoleon Bonaparte en in 1912 werd hier de destijds grootste en modernste luchthaven van Europa geopend. Als verwijzing naar deze gebeurtenissen bracht de Beierse kunstenaar Stephan Huber landkaarten van 10 x 6 meter op de kopwanden van de perrons aan onder de naam Aspern Affairs. Ze werden door de kunstenaar getekend op de computer en daarna op fotopapier afgedrukt, in het station zijn ze achter glas opgehangen. 
De kaart Aspern Affairs (1809) op de westelijke wand is gebaseerd op een kaart van Wenen en omgeving die echter met surrealistische voorstellingen is gelardeerd in de stijl van een collage met vele ware, valse en ironische informatie. Het rechter deel van de kaart is gewijd aan de slag bij Aspern.  
De kaart Aspern Affairs (1912) op de oostelijke wand is in dezelfde stijl gewijd aan het vliegveld en de geschiedenis van Wenen in die periode. 
Aan lange zijden van de daklichten boven de perrons is het kunstwerk Lebenslinien, te zien, eveneens van de hand van Stephan Huber. Bonte beletterde stroken geven de tijdslijnen weer waarin bekende personen geleefd hebben grafisch weer. De stroken werden gebrandschilderd op glas.

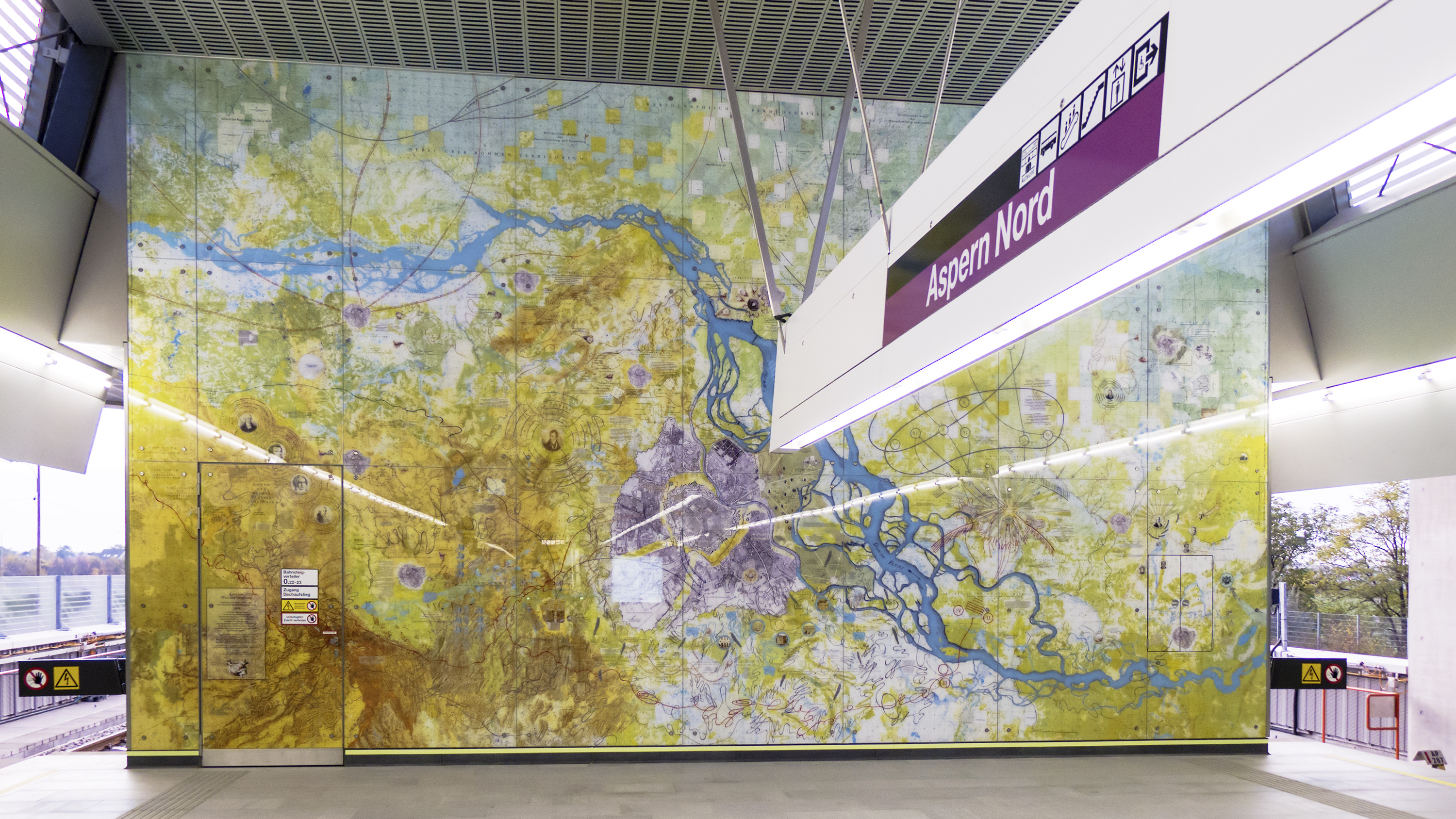
Aspern Affairs 1809
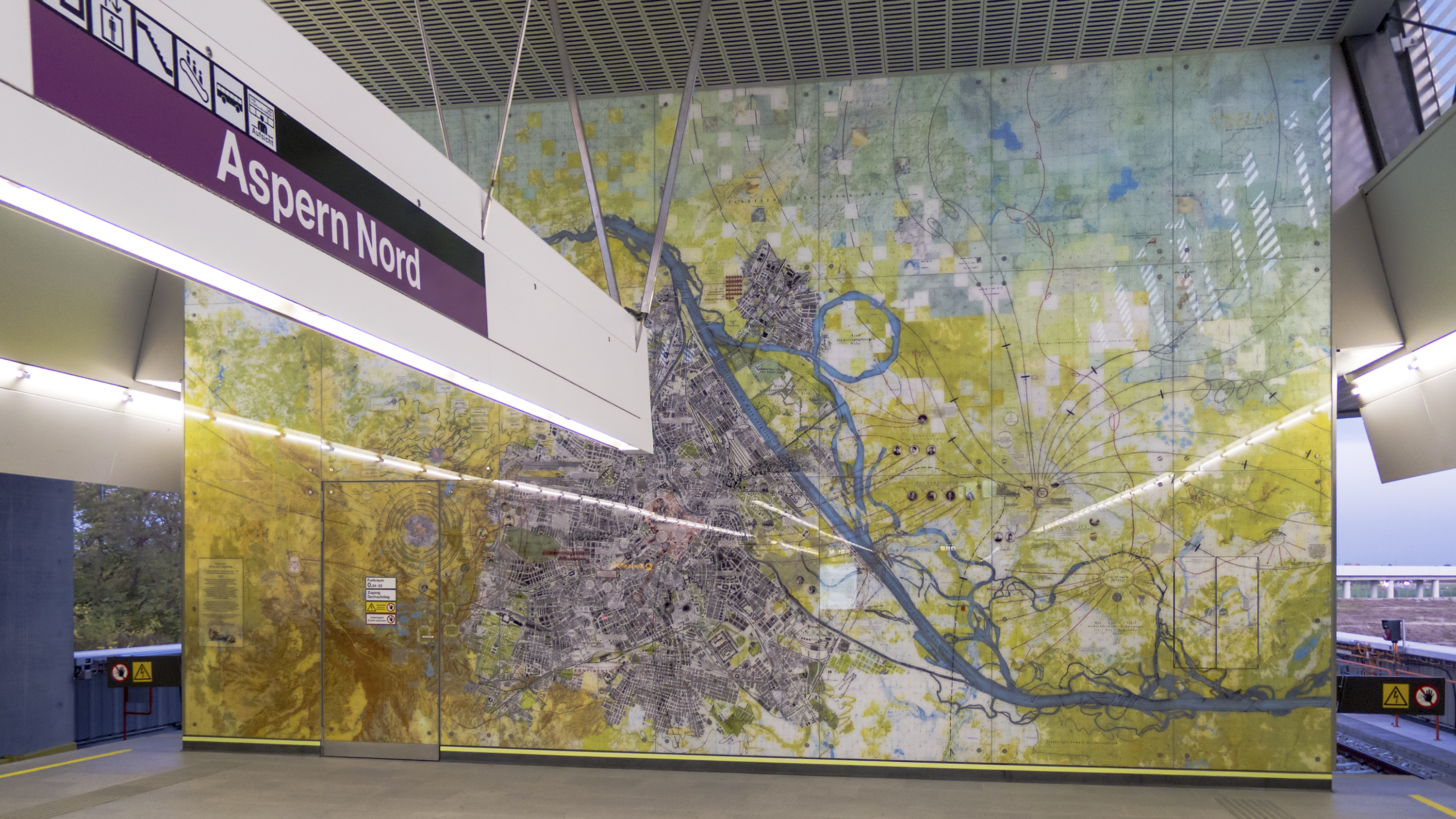
Aspern Affairs 1912
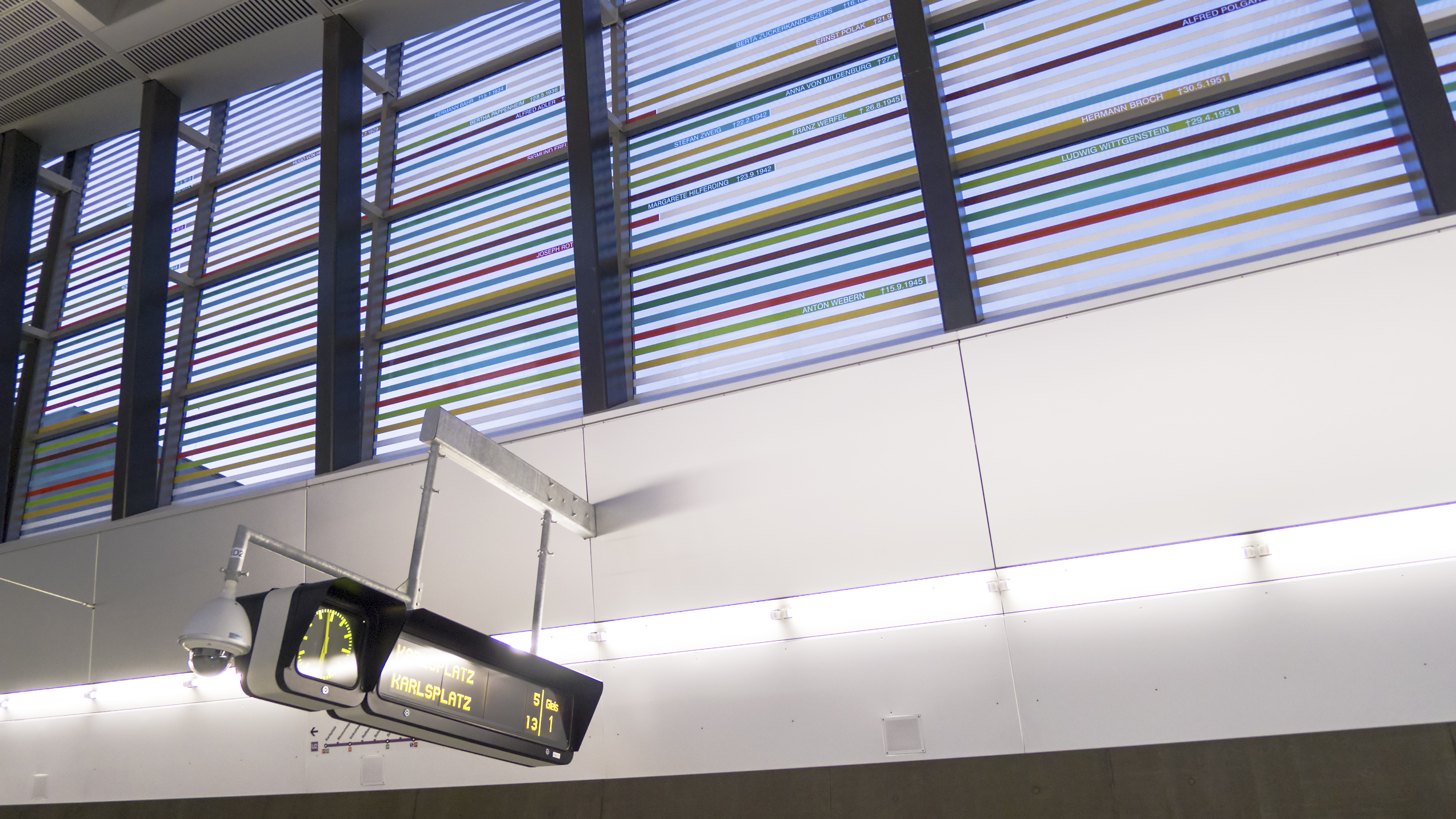
Lebenslinien